# Argentína a 2020. évi nyári olimpiai játékokon
Argentína a japán Tokióban megrendezett 2020. évi nyári olimpiai játékok egyik részt vevő nemzete volt. Az országot az olimpián 26 sportágban 185 sportoló képviselte, akik összesen 3 érmet szereztek.

## Érmesek
| Érem  | Versenyző | Sportág   | Versenyszám |
| ----- | --- | --------- | ----------- |
| Ezüst | Nemzeti válogatott Agustina Albertario Agostina Alonso Noel Barrionuevo Valentina Costa Biondi Emilia Forcherio Agustina Gorzelany María José Granatto Victoria Granatto Julieta Jankunas Sofía Maccari Delfina Merino Rocío Sánchez Moccia Valentina Raposo Micaela Retegui Victoria Sauze Belén Succi Sofía Toccalino Eugenia Trinchinetti | Gyeplabda | Női         |
| Bronz | Nemzeti válogatott Santiago Álvarez Lautaro Bazán Lucio Cinti Felipe del Mestre Rodrigo Etchart Luciano González Rodrigo Isgró Santiago Mare Ignacio Mendy Marcos Moneta Matías Osadczuk Gastón Revol Germán Schulz | Rögbi     | Férfi rögbi |
| Bronz | Nemzeti válogatott Facundo Conte Santiago Danani Luciano De Cecco Bruno Lima Agustín Loser Ezequiel Palacios Federico Pereyra Cristian Poglajen Martín Ramos Matías Sánchez Sebastián Solé | Röplabda  | Férfi       |

## Asztalitenisz
Férfi
| Versenyző         | Versenyszám | Selejtező         | 64-es főtábla                                       | 48-as főtábla                                                     | 32-es főtábla     | Nyolcaddöntő      | Negyeddöntő       | Elődöntő          | Döntő             | Helyezés |
| Versenyző         | Versenyszám | Ellenfél Eredmény | Ellenfél Eredmény                                   | Ellenfél Eredmény                                                 | Ellenfél Eredmény | Ellenfél Eredmény | Ellenfél Eredmény | Ellenfél Eredmény | Ellenfél Eredmény | Helyezés |
| ----------------- | ----------- | ----------------- | --------------------------------------------------- | ----------------------------------------------------------------- | ----------------- | ----------------- | ----------------- | ----------------- | ----------------- | -------- |
| Gastón Alto       | Egyes       | erőnyerő          | Álvaro Robles (ESP) · 11–8, 4–11, 12–14, 2–11, 7–11 | kiesett                                                           | kiesett           | kiesett           | kiesett           | kiesett           | kiesett           | 49.      |
| Horacio Cifuentes | Egyes       | erőnyerő          | Yoshua Shing (VAN) · 11–2, 11–5, 12–10, 11–6        | Chuan Chih-Yuan (TPE) · 11–5, 3–11, 11–13, 11–9, 11–5, 8–11, 7–11 | kiesett           | kiesett           | kiesett           | kiesett           | kiesett           | 33.      |

## Atlétika
Férfi
| Versenyző     | Versenyszám | Döntő   | Döntő    |
| Versenyző     | Versenyszám | Idő     | Helyezés |
| ------------- | ----------- | ------- | -------- |
| Joaquín Arbe  | Maraton     | 2:21:15 | 52.      |
| Eulalio Muñoz | Maraton     | 2:16:35 | 30.      |

Női
| Versenyző              | Versenyszám    | Előfutam | Előfutam | Előfutam | Döntő   | Döntő    |
| Versenyző              | Versenyszám    | Idő      | Hely.    | Össz.    | Idő     | Helyezés |
| ---------------------- | -------------- | -------- | -------- | -------- | ------- | -------- |
| Belén Casetta          | 3000 m akadály | 9:52,89  | 12.      | 36.      | kiesett | kiesett  |
| Marcela Cristina Gómez | Maraton        |          |          |          | 2:44:09 | 61.      |

## Birkózás
Férfi
Szabadfogású
| Versenyző          | Versenyszám | Nyolcaddöntő                   | Negyeddöntő       | Elődöntő          | Vigaszág elődöntő | Bronz- mérkőzés   | Döntő             | Helyezés |
| Versenyző          | Versenyszám | Ellenfél Eredmény              | Ellenfél Eredmény | Ellenfél Eredmény | Ellenfél Eredmény | Ellenfél Eredmény | Ellenfél Eredmény | Helyezés |
| ------------------ | ----------- | ------------------------------ | ----------------- | ----------------- | ----------------- | ----------------- | ----------------- | -------- |
| Agustín Destribats | 65 kg       | Iszmail Muszukajev (HUN) · 6–9 | kiesett           | kiesett           | kiesett           | kiesett           | kiesett           | 11.      |

## Cselgáncs
Férfi
| Versenyző        | Versenyszám | Selejtező         | 32-es főtábla                     | Nyolcaddöntő      | Negyeddöntő       | Elődöntő          | Vigaszág elődöntő | Bronz- mérkőzés   | Döntő             | Helyezés |
| Versenyző        | Versenyszám | Ellenfél Eredmény | Ellenfél Eredmény                 | Ellenfél Eredmény | Ellenfél Eredmény | Ellenfél Eredmény | Ellenfél Eredmény | Ellenfél Eredmény | Ellenfél Eredmény | Helyezés |
| ---------------- | ----------- | ----------------- | --------------------------------- | ----------------- | ----------------- | ----------------- | ----------------- | ----------------- | ----------------- | -------- |
| Emmanuel Lucenti | Váltósúly   | erőnyerő          | Ivaylo Ivanov (BUL) · 00(0)–10(0) | kiesett           | kiesett           | kiesett           | kiesett           | kiesett           | kiesett           | 17.      |

Női
| Versenyző    | Versenyszám | 32-es főtábla                         | Nyolcaddöntő                       | Negyeddöntő                     | Elődöntő          | Vigaszág elődöntő                  | Bronz- mérkőzés   | Döntő             | Helyezés |
| Versenyző    | Versenyszám | Ellenfél Eredmény                     | Ellenfél Eredmény                  | Ellenfél Eredmény               | Ellenfél Eredmény | Ellenfél Eredmény                  | Ellenfél Eredmény | Ellenfél Eredmény | Helyezés |
| ------------ | ----------- | ------------------------------------- | ---------------------------------- | ------------------------------- | ----------------- | ---------------------------------- | ----------------- | ----------------- | -------- |
| Paula Pareto | Légsúly     | Geronay Whitebooi (RSA) · 10(0)–00(1) | Maruša Štangar (SLO) · 10(0)–00(0) | Tonaki Fúna (JPN) · 00(0)–10(1) |                   | Catarina Costa (POR) · 00(0)–01(2) | kiesett           |                   | 7.       |

## Evezés
Női
| Versenyző                      | Versenyszám              | Előfutam | Előfutam | Vigaszág | Vigaszág | Elődöntő      | Elődöntő      | Elődöntő      | Döntő | Döntő   | Döntő | Helyezés |
| Versenyző                      | Versenyszám              | Idő      | Hely.    | Idő      | Hely.    | Típus         | Idő           | Hely.         | Típus | Idő     | Hely. | Helyezés |
| ------------------------------ | ------------------------ | -------- | -------- | -------- | -------- | ------------- | ------------- | ------------- | ----- | ------- | ----- | -------- |
| Milka Kraljev Evelyn Silvestro | Könnyűsúlyú kétpárevezős | 7:29,27  | 6.       | 7:39,53  | 4.       | nem jutott be | nem jutott be | nem jutott be | C     | 7:05,82 | 1.    | 13.      |

## Golf
| Versenyző              | Versenyszám | 1. forduló | 1. forduló | 2. forduló | 2. forduló | 3. forduló | 3. forduló | 4. forduló | 4. forduló | Összesen | Összesen | Összesen |
| Versenyző              | Versenyszám | Pont       | Par        | Pont       | Par        | Pont       | Par        | Pont       | Par        | Pontszám | Par      | Helyezés |
| ---------------------- | ----------- | ---------- | ---------- | ---------- | ---------- | ---------- | ---------- | ---------- | ---------- | -------- | -------- | -------- |
| Magdalena Simmermacher | Női egyéni  | 76         | +5         | 70         | −1         | 78         | +7         | 76         | +5         | 300      | +16      | 58.      |

## Gyeplabda

### Férfi
| Argentin férfi gyeplabdacsapat-játékoskeret | Argentin férfi gyeplabdacsapat-játékoskeret                                                                                                   |
| --- | --- |
| - Agustín Bugallo - Maico Casella - Nicolás Cicileo - Thomas Habif - Pedro Ibarra (C) - Nicolás Keenan - Juan Martín López - Lucas Martínez - Agustín Mazzilli | - Ignacio Ortiz - Diego Paz - Matías Rey - Lucas Rossi - Nahuel Salis - Santiago Tarazona - Leandro Tolini - Lucas Vila - Juan Manuel Vivaldi |

#### Eredmények
Csoportkör
A csoport
| Hely. | Csapat              | M | Gy | D | V | G+ | G– | Gk  | P  | Továbbjutás |
| ----- | ------------------- | - | -- | - | - | -- | -- | --- | -- | ----------- |
| 1.    | Ausztrália (AUS)    | 5 | 4  | 1 | 0 | 22 | 9  | +13 | 13 | Negyeddöntő |
| 2.    | India (IND)         | 5 | 4  | 0 | 1 | 15 | 13 | +2  | 12 | Negyeddöntő |
| 3.    | Argentína (ARG)     | 5 | 2  | 1 | 2 | 10 | 11 | −1  | 7  | Negyeddöntő |
| 4.    | Spanyolország (ESP) | 5 | 1  | 2 | 2 | 9  | 10 | −1  | 5  | Negyeddöntő |
| 5.    | Új-Zéland (NZL)     | 5 | 1  | 1 | 3 | 11 | 16 | −5  | 4  |             |
| 6.    | Japán (JPN) (R)     | 5 | 0  | 1 | 4 | 10 | 18 | −8  | 1  |             |

| 2021. július 24. 12:15 (09:15) | Argentína (ARG) | 1–1         | Spanyolország (ESP) | Játékvezetők: Simon Taylor (NZL) David Tomlinson (NZL) |
| 2021. július 24. 12:15 (09:15) | Mazzilli 23'    | Jegyzőkönyv | Quemada 52'         | Játékvezetők: Simon Taylor (NZL) David Tomlinson (NZL) |

| 2021. július 25. 19:00 (12:00) | Japán (JPN)   | 1–2         | Argentína (ARG)        | Játékvezetők: Raghu Prasad (IND) Peter Wright (RSA) |
| 2021. július 25. 19:00 (12:00) | Tanaka K. 60' | Jegyzőkönyv | Tolini 5' · Keenan 19' | Játékvezetők: Raghu Prasad (IND) Peter Wright (RSA) |

| 2021. július 27. 09:30 (02:30) | Argentína (ARG)         | 2–5         | Ausztrália (AUS)                                        | Játékvezetők: Jakub Mejzlík (CZE) Peter Wright (RSA) |
| 2021. július 27. 09:30 (02:30) | Tolini 4' · Casella 55' | Jegyzőkönyv | Govers 15', 23' · Wickham 21' · Sharp 25' · Hayward 39' | Játékvezetők: Jakub Mejzlík (CZE) Peter Wright (RSA) |

| 2021. július 29. 09:30 (02:30) | India (IND)                             | 3–1         | Argentína (ARG) | Játékvezetők: Jakub Mejzlík (CZE) Ben Goentgen (GER) |
| 2021. július 29. 09:30 (02:30) | Varun 43' · Vivek 58' · Harmanpreet 59' | Jegyzőkönyv | Casella 48'     | Játékvezetők: Jakub Mejzlík (CZE) Ben Goentgen (GER) |

| 2021. július 30. 19:00 (12:00) | Argentína (ARG)                                    | 4–1         | Új-Zéland (NZL) | Játékvezetők: Martin Madden (GBR) Coen van Bunge (NED) |
| 2021. július 30. 19:00 (12:00) | Martínez 15+' · Vila 17' · Tolini 44' · Keenan 60' | Jegyzőkönyv | Russell 14'     | Játékvezetők: Martin Madden (GBR) Coen van Bunge (NED) |

Negyeddöntő
| 2021. augusztus 1. 09:30 (02:30) | Németország (GER)                  | 3–1         | Argentína (ARG) | Játékvezetők: Coen van Bunge (NED) Jakub Mejzlík (CZE) |
| 2021. augusztus 1. 09:30 (02:30) | Windfeder 19', 48' · Herzbruch 40' | Jegyzőkönyv | Casella 52'     | Játékvezetők: Coen van Bunge (NED) Jakub Mejzlík (CZE) |

| Csapat          | Helyezés |
| --------------- | -------- |
| Argentína (ARG) | 7.       |

### Női
| Argentin női gyeplabdacsapat-játékoskeret | Argentin női gyeplabdacsapat-játékoskeret |
| --- | --- |
| - Agustina Albertario - Agostina Alonso - Noel Barrionuevo (C) - Valentina Costa Biondi - Emilia Forcherio - Agustina Gorzelany - María José Granatto - Victoria Granatto - Julieta Jankunas | - Sofía Maccari - Delfina Merino - Rocío Sánchez Moccia - Valentina Raposo - Micaela Retegui - Victoria Sauze - Belén Succi - Sofía Toccalino - Eugenia Trinchinetti |

#### Eredmények
Csoportkör
B csoport
| Hely. | Csapat              | M | Gy | D | V | G+ | G– | Gk  | P  | Továbbjutás |
| ----- | ------------------- | - | -- | - | - | -- | -- | --- | -- | ----------- |
| 1.    | Ausztrália (AUS)    | 5 | 5  | 0 | 0 | 13 | 1  | +12 | 15 | Negyeddöntő |
| 2.    | Spanyolország (ESP) | 5 | 3  | 0 | 2 | 9  | 8  | +1  | 9  | Negyeddöntő |
| 3.    | Argentína (ARG)     | 5 | 3  | 0 | 2 | 8  | 8  | 0   | 9  | Negyeddöntő |
| 4.    | Új-Zéland (NZL)     | 5 | 2  | 0 | 3 | 8  | 7  | +1  | 6  | Negyeddöntő |
| 5.    | Kína (CHN)          | 5 | 2  | 0 | 3 | 9  | 16 | −7  | 6  |             |
| 6.    | Japán (JPN)         | 5 | 0  | 0 | 5 | 6  | 13 | −7  | 0  |             |

| 2021. július 25. 12:15 (05:15) | Új-Zéland (NZL)                     | 3–0         | Argentína (ARG) | Játékvezetők: Sarah Wilson (GBR) Maggie Giddens (USA) |
| 2021. július 25. 12:15 (05:15) | Smith 35' · Ralph 40' · Pearson 54' | Jegyzőkönyv |                 | Játékvezetők: Sarah Wilson (GBR) Maggie Giddens (USA) |

| 2021. július 26. 19:00 (12:00) | Argentína (ARG)                               | 3–0         | Spanyolország (ESP) | Játékvezetők: Ayanna McClean (TTO) Aleisha Neumann (AUS) |
| 2021. július 26. 19:00 (12:00) | Raposo 47' · Albertario 57' · Barrionuevo 59' | Jegyzőkönyv |                     | Játékvezetők: Ayanna McClean (TTO) Aleisha Neumann (AUS) |

| 2021. július 28. 19:00 (12:00) | Argentína (ARG)                   | 3–2         | Kína (CHN)                      | Játékvezetők: Annelize Rostron (RSA) Emi Yamada (JPN) |
| 2021. július 28. 19:00 (12:00) | Gorzelany 18', 24' · Jankunas 54' | Jegyzőkönyv | Li Hung (Li Hong) 52' · Liu 56' | Játékvezetők: Annelize Rostron (RSA) Emi Yamada (JPN) |

| 2021. július 29. 20:45 (13:45) | Japán (JPN) | 1–2         | Argentína (ARG)              | Játékvezetők: Kelly Hudson (NZL) Ayanna McClean (TTO) |
| 2021. július 29. 20:45 (13:45) | Mori 19'    | Jegyzőkönyv | Gorzelany 10' · Granatto 45' | Játékvezetők: Kelly Hudson (NZL) Ayanna McClean (TTO) |

| 2021. július 31. 11:45 (04:45) | Argentína (ARG) | 0–2         | Ausztrália (AUS)              | Játékvezetők: Michelle Meister (GER) Michelle Joubert (RSA) |
| 2021. július 31. 11:45 (04:45) |                 | Jegyzőkönyv | Fitzpatrick 49' · Chalker 59' | Játékvezetők: Michelle Meister (GER) Michelle Joubert (RSA) |

Negyeddöntő
| 2021. augusztus 2. 09:30 (02:30) | Németország (GER) | 0–3         | Argentína (ARG)                            | Játékvezetők: Laurine Delforge (BEL) Amber Church (NZL) |
| 2021. augusztus 2. 09:30 (02:30) |                   | Jegyzőkönyv | Albertario 27' · Grannato 29' · Raposo 52' | Játékvezetők: Laurine Delforge (BEL) Amber Church (NZL) |

Elődöntő
| 2021. augusztus 4. 10:30 (03:30) | Argentína (ARG)      | 2–1         | India (IND) | Játékvezetők: Amber Church (NZL) Sarah Wilson (GBR) |
| 2021. augusztus 4. 10:30 (03:30) | Barrionuevo 18', 37' | Jegyzőkönyv | Gurjit 2'   | Játékvezetők: Amber Church (NZL) Sarah Wilson (GBR) |

Döntő
| 2021. augusztus 6. 19:00 (12:00) | Hollandia (NED)                          | 3–1         | Argentína (ARG) | Játékvezetők: Laurine Delforge (BEL) Sarah Wilson (GBR) |
| 2021. augusztus 6. 19:00 (12:00) | van Greffen 23' · van Maasakker 26', 29' | Jegyzőkönyv | Gorzelany 30+'  | Játékvezetők: Laurine Delforge (BEL) Sarah Wilson (GBR) |

| Csapat          | Helyezés |
| --------------- | -------- |
| Argentína (ARG) |          |

## Hullámlovaglás
| Versenyző     | Versenyszám | 1. forduló                                                                                | 1. forduló | 2. forduló | 2. forduló | 3. forduló            | Negyeddöntő           | Elődöntő              | Döntő                 | Helyezés |
| Versenyző     | Versenyszám | Ellenfelek Győztes pont                                                                   | Hely.      | Ellenfelek Győztes pont                                                                                        | Hely.      | Ellenfél Győztes pont | Ellenfél Győztes pont | Ellenfél Győztes pont | Ellenfél Győztes pont | Helyezés |
| ------------- | ----------- | ----------------------------------------------------------------------------------------- | ---------- | --- | ---------- | --------------------- | --------------------- | --------------------- | --------------------- | -------- |
| Leandro Usuna | Férfi       | 1 csoport · Ítalo Ferreira (BRA) · Óhara Hiroto (JPN) · Leonardo Fioravanti (ITA) · 13,67 | 4.         | 2 csoport · Leonardo Fioravanti (ITA) · Jérémy Florès (FRA) · Julian Wilson (AUS) · Leon Glatzer (GER) · 12,53 | 5.         | kiesett               | kiesett               | kiesett               | kiesett               | 19.      |

## Kajak-kenu

### Gyorsasági
Férfi
| Versenyző       | Versenyszám        | Előfutam | Előfutam | Előfutam | Negyeddöntő | Negyeddöntő | Negyeddöntő | Elődöntő | Elődöntő | Elődöntő | Döntő | Döntő    | Döntő    | Helyezés |
| Versenyző       | Versenyszám        | Idő      | Hely.    | Össz.    | Idő         | Hely.       | Össz.       | Idő      | Hely.    | Össz.    | Típus | Idő      | Helyezés | Helyezés |
| --------------- | ------------------ | -------- | -------- | -------- | ----------- | ----------- | ----------- | -------- | -------- | -------- | ----- | -------- | -------- | -------- |
| Rubén Rézola    | Kajak egyes 200 m  | 35,059   | 2.       | 8.       | erőnyerő    | erőnyerő    | erőnyerő    | 36,552   | 7.       | 13.      | B     | 36,775   | 7.       | 15.      |
| Agustín Vernice | Kajak egyes 1000 m | 3:40,430 | 2.       | 7.       | erőnyerő    | erőnyerő    | erőnyerő    | 3:24,734 | 4.       | 5.       | A     | 3:28,503 | 8.       | 8.       |

Női
| Versenyző    | Versenyszám       | Előfutam | Előfutam | Előfutam | Negyeddöntő | Negyeddöntő | Negyeddöntő | Elődöntő | Elődöntő | Elődöntő | Döntő   | Döntő   | Döntő    | Helyezés |
| Versenyző    | Versenyszám       | Idő      | Hely.    | Össz.    | Idő         | Hely.       | Össz.       | Idő      | Hely.    | Össz.    | Típus   | Idő     | Helyezés | Helyezés |
| ------------ | ----------------- | -------- | -------- | -------- | ----------- | ----------- | ----------- | -------- | -------- | -------- | ------- | ------- | -------- | -------- |
| Brenda Rojas | Kajak egyes 200 m | 43,802   | 6.       | 25.      | 44,876      | 6.          | 17.         | kiesett  | kiesett  | kiesett  | kiesett | kiesett | kiesett  | 27.      |
| Brenda Rojas | Kajak egyes 500 m | 1:54,541 | 4.       | 31.      | 1:51,822    | 3.          | 10.         | 1:58,301 | 7.       | 29.      | kiesett | kiesett | kiesett  | 29.      |

### Szlalom
Férfi
| Versenyző   | Versenyszám | Selejtező | Selejtező | Selejtező | Selejtező | Selejtező     | Selejtező     | Elődöntő | Elődöntő | Döntő   | Döntő    |
| Versenyző   | Versenyszám | 1. futam  | 1. futam  | 2. futam  | 2. futam  | Jobb eredmény | Jobb eredmény | Elődöntő | Elődöntő | Döntő   | Döntő    |
| Versenyző   | Versenyszám | Pont      | Hely.     | Pont      | Hely.     | Pont          | Hely.         | Pont     | Hely.    | Pont    | Helyezés |
| ----------- | ----------- | --------- | --------- | --------- | --------- | ------------- | ------------- | -------- | -------- | ------- | -------- |
| Lucas Rossi | Kajak egyes | 103,02    | 19.       | 98,29     | 16.       | 98,29         | 21.           | kiesett  | kiesett  | kiesett | kiesett  |

## Kerékpározás

### BMX
Pálya
| Versenyző      | Versenyszám | Negyeddöntő | Negyeddöntő | Elődöntő | Elődöntő | Döntő   | Döntő    | Helyezés |
| Versenyző      | Versenyszám | Pont        | Helyezés    | Pont     | Helyezés | Idő     | Helyezés | Helyezés |
| -------------- | ----------- | ----------- | ----------- | -------- | -------- | ------- | -------- | -------- |
| Nicolás Torres | Férfi       | 13          | 4.          | 13       | 5.       | kiesett | kiesett  | 9.       |

### Hegyi-kerékpározás
| Versenyző             | Versenyszám      | Idő     | Helyezés |
| --------------------- | ---------------- | ------- | -------- |
| Sofía Gómez Villafañe | Női terepverseny | 1:25:13 | 23.      |

### Országúti kerékpározás
Férfi
| Versenyző         | Versenyszám   | Idő           | Helyezés      |
| ----------------- | ------------- | ------------- | ------------- |
| Eduardo Sepúlveda | Mezőnyverseny | nem ért célba | nem ért célba |

## Kézilabda

### Férfi
| Argentin férfi kézilabdacsapat-játékoskeret | Argentin férfi kézilabdacsapat-játékoskeret |
| --- | --- |
| - Juan Bar - Santiago Baronetto - Nicolás Bonanno - Gonzalo Carou - Federico Gastón Fernández - Leonel Maciel - Pedro Martínez Cami - Ramiro Martínez | - Lucas Moscariello - Gastón Mouriño - Federico Pizarro - Ignacio Pizarro - Diego Simonet - Pablo Simonet - Sebastián Simonet - Pablo Vainstein |
| Szövetségi kapitány: Manolo Cadenas | |

#### Eredmények
Csoportkör
A csoport
| Hely. | Csapat              | M | Gy | D | V | G+  | G–  | Gk  | P | Továbbjutás |
| ----- | ------------------- | - | -- | - | - | --- | --- | --- | - | ----------- |
| 1.    | Franciaország (FRA) | 5 | 4  | 0 | 1 | 162 | 148 | +14 | 8 | Negyeddöntő |
| 2.    | Spanyolország (ESP) | 5 | 4  | 0 | 1 | 155 | 142 | +13 | 8 | Negyeddöntő |
| 3.    | Németország (GER)   | 5 | 3  | 0 | 2 | 146 | 131 | +15 | 6 | Negyeddöntő |
| 4.    | Norvégia (NOR)      | 5 | 3  | 0 | 2 | 136 | 132 | +4  | 6 | Negyeddöntő |
| 5.    | Brazília (BRA)      | 5 | 1  | 0 | 4 | 128 | 145 | −17 | 2 |             |
| 6.    | Argentína (ARG)     | 5 | 0  | 0 | 5 | 125 | 154 | −29 | 0 |             |

| 2021. július 24. 11:00 (4:00) | Franciaország (FRA) | 33–27       | Argentína (ARG) | Jojogi Nemzeti Sportcsarnok, Tokió Nézőszám: 0 Játékvezetők: Belkhiri, Hamidi (ALG) |
| 2021. július 24. 11:00 (4:00) | Richardson 7        | (12–10)     | Simonet 8       | Jojogi Nemzeti Sportcsarnok, Tokió Nézőszám: 0 Játékvezetők: Belkhiri, Hamidi (ALG) |
| 2021. július 24. 11:00 (4:00) | 5× 1×               | Jegyzőkönyv | 4× 1×           | Jojogi Nemzeti Sportcsarnok, Tokió Nézőszám: 0 Játékvezetők: Belkhiri, Hamidi (ALG) |

| 2021. július 26. 11:00 (4:00) | Argentína (ARG)        | 25–33       | Németország (GER)     | Jojogi Nemzeti Sportcsarnok, Tokió Játékvezetők: Horáček, Novotný (CZE) |
| 2021. július 26. 11:00 (4:00) | Martínez, D. Simonet 5 | (13–14)     | Kastening, Schiller 7 | Jojogi Nemzeti Sportcsarnok, Tokió Játékvezetők: Horáček, Novotný (CZE) |
| 2021. július 26. 11:00 (4:00) | 4× 3×                  | Jegyzőkönyv | 3× 2× 1×              | Jojogi Nemzeti Sportcsarnok, Tokió Játékvezetők: Horáček, Novotný (CZE) |

| 2021. július 28. 16:15 (9:15) | Norvégia (NOR) | 27–23       | Argentína (ARG)          | Jojogi Nemzeti Sportcsarnok, Tokió Játékvezetők: Fonseca, Santos (POR) |
| 2021. július 28. 16:15 (9:15) | Sagosen 7      | (13–12)     | I. Pizarro, D. Simonet 5 | Jojogi Nemzeti Sportcsarnok, Tokió Játékvezetők: Fonseca, Santos (POR) |
| 2021. július 28. 16:15 (9:15) | 4× 2×          | Jegyzőkönyv | 7× 2×                    | Jojogi Nemzeti Sportcsarnok, Tokió Játékvezetők: Fonseca, Santos (POR) |

| 2021. július 30. 9:00 (2:00) | Argentína (ARG) | 23–25       | Brazília (BRA) | Jojogi Nemzeti Sportcsarnok, Tokió Játékvezetők: Lah, Sok (SLO) |
| 2021. július 30. 9:00 (2:00) | Martínez 6      | (7–14)      | Silva 7        | Jojogi Nemzeti Sportcsarnok, Tokió Játékvezetők: Lah, Sok (SLO) |
| 2021. július 30. 9:00 (2:00) | 4× 2× 1×        | Jegyzőkönyv | 5× 1×          | Jojogi Nemzeti Sportcsarnok, Tokió Játékvezetők: Lah, Sok (SLO) |

| 2021. augusztus 1. 14:15 (7:15) | Spanyolország (ESP) | 36–27       | Argentína (ARG) | Jojogi Nemzeti Sportcsarnok, Tokió Játékvezetők: Kurtagic, Wetterwik (SWE) |
| 2021. augusztus 1. 14:15 (7:15) | Gómez 6             | (17–12)     | I. Pizarro 5    | Jojogi Nemzeti Sportcsarnok, Tokió Játékvezetők: Kurtagic, Wetterwik (SWE) |
| 2021. augusztus 1. 14:15 (7:15) | 3×                  | Jegyzőkönyv | 3×              | Jojogi Nemzeti Sportcsarnok, Tokió Játékvezetők: Kurtagic, Wetterwik (SWE) |

| Csapat          | Helyezés |
| --------------- | -------- |
| Argentína (ARG) | 12.      |

## Kosárlabda

### Férfi
| Argentin férfi kosárlabdacsapat-játékoskeret                                                              | Argentin férfi kosárlabdacsapat-játékoskeret                                                                |
| --- | --- |
| - Leandro Bolmaro - Nicolás Brussino - Facundo Campazzo - Francisco Cáffaro - Gabriel Deck - Marcos Delía | - Tayavek Gallizzi - Patricio Garino - Nicolás Laprovíttola - Luis Scola - Juan Pablo Vaulet - Luca Vildoza |

#### Eredmények
Csoportkör
C csoport
| Hely. | Csapat              | M | Gy | V | P+  | P–  | Pk  | P | Továbbjutás |
| ----- | ------------------- | - | -- | - | --- | --- | --- | - | ----------- |
| 1.    | Szlovénia (SLO)     | 3 | 3  | 0 | 329 | 268 | +61 | 6 | Negyeddöntő |
| 2.    | Spanyolország (ESP) | 3 | 2  | 1 | 256 | 243 | +13 | 5 | Negyeddöntő |
| 3.    | Argentína (ARG)     | 3 | 1  | 2 | 268 | 276 | −8  | 4 | Negyeddöntő |
| 4.    | Japán (JPN) (R)     | 3 | 0  | 3 | 235 | 301 | −66 | 3 |             |

| 2021. július 26. 13:40 (6:40) | Argentína (ARG)              | 100–118   | Szlovénia (SLO) | Saitama Super Arena, Szaitama Játékvezetők: Steven Anderson (USA), Yohan Rosso (FRA), Yu Jung (TPE) |
| 2021. július 26. 13:40 (6:40) | (24–32, 18–30, 24–26, 34–30) |           |                 | Saitama Super Arena, Szaitama Játékvezetők: Steven Anderson (USA), Yohan Rosso (FRA), Yu Jung (TPE) |
| 2021. július 26. 13:40 (6:40) | Scola 23                     | Pont      | Dončić 48       | Saitama Super Arena, Szaitama Játékvezetők: Steven Anderson (USA), Yohan Rosso (FRA), Yu Jung (TPE) |
| 2021. július 26. 13:40 (6:40) | Deck 8                       | Lepattanó | Tobey 14        | Saitama Super Arena, Szaitama Játékvezetők: Steven Anderson (USA), Yohan Rosso (FRA), Yu Jung (TPE) |
| 2021. július 26. 13:40 (6:40) | Vildoza 5                    | Gólpassz  | Dončić 5        | Saitama Super Arena, Szaitama Játékvezetők: Steven Anderson (USA), Yohan Rosso (FRA), Yu Jung (TPE) |

| 2021. július 29. 21:00 (14:00) | Spanyolország (ESP)                     | 81–71     | Argentína (ARG) | Saitama Super Arena, Szaitama Játékvezetők: Yohan Rosso (FRA), Maj Forsberg (DEN), Andreia Silva (BRA) |
| 2021. július 29. 21:00 (14:00) | (20–25, 20–9, 21–19, 20–18) Jegyzőkönyv |           |                 | Saitama Super Arena, Szaitama Játékvezetők: Yohan Rosso (FRA), Maj Forsberg (DEN), Andreia Silva (BRA) |
| 2021. július 29. 21:00 (14:00) | Rubio 26                                | Pont      | Laprovittola 27 | Saitama Super Arena, Szaitama Játékvezetők: Yohan Rosso (FRA), Maj Forsberg (DEN), Andreia Silva (BRA) |
| 2021. július 29. 21:00 (14:00) | P. Gasol 8                              | Lepattanó | Deck 8          | Saitama Super Arena, Szaitama Játékvezetők: Yohan Rosso (FRA), Maj Forsberg (DEN), Andreia Silva (BRA) |
| 2021. július 29. 21:00 (14:00) | M. Gasol 5                              | Gólpassz  | Laprovittola 4  | Saitama Super Arena, Szaitama Játékvezetők: Yohan Rosso (FRA), Maj Forsberg (DEN), Andreia Silva (BRA) |

| 2021. augusztus 1. 13:40 (6:40) | Argentína (ARG)                          | 97–77     | Japán (JPN)     | Saitama Super Arena, Szaitama Játékvezetők: Roberto Vázquez (PUR), Mārtiņš Kozlovskis (LAT), Michael Weiland (CAN) |
| 2021. augusztus 1. 13:40 (6:40) | (26–16, 20–22, 19–15, 32–24) Jegyzőkönyv |           |                 | Saitama Super Arena, Szaitama Játékvezetők: Roberto Vázquez (PUR), Mārtiņš Kozlovskis (LAT), Michael Weiland (CAN) |
| 2021. augusztus 1. 13:40 (6:40) | Scola 23                                 | Pont      | Baba 18         | Saitama Super Arena, Szaitama Játékvezetők: Roberto Vázquez (PUR), Mārtiņš Kozlovskis (LAT), Michael Weiland (CAN) |
| 2021. augusztus 1. 13:40 (6:40) | Scola 10                                 | Lepattanó | Hacsimura 11    | Saitama Super Arena, Szaitama Játékvezetők: Roberto Vázquez (PUR), Mārtiņš Kozlovskis (LAT), Michael Weiland (CAN) |
| 2021. augusztus 1. 13:40 (6:40) | Campazzo 11                              | Gólpassz  | három játékos 3 | Saitama Super Arena, Szaitama Játékvezetők: Roberto Vázquez (PUR), Mārtiņš Kozlovskis (LAT), Michael Weiland (CAN) |

Negyeddöntő
| 2021. augusztus 3. 21:00 (14:00) | Ausztrália (AUS)                         | 97–59     | Argentína (ARG) | Saitama Super Arena, Szaitama Játékvezetők: Antonio Conde (ESP), Aleksandar Glišić (SRB), Mārtiņš Kozlovskis (LAT) |
| 2021. augusztus 3. 21:00 (14:00) | (18–22, 21–11, 21–15, 37–11) Jegyzőkönyv |           |                 | Saitama Super Arena, Szaitama Játékvezetők: Antonio Conde (ESP), Aleksandar Glišić (SRB), Mārtiņš Kozlovskis (LAT) |
| 2021. augusztus 3. 21:00 (14:00) | Mills 18                                 | Pont      | Laprovíttola 16 | Saitama Super Arena, Szaitama Játékvezetők: Antonio Conde (ESP), Aleksandar Glišić (SRB), Mārtiņš Kozlovskis (LAT) |
| 2021. augusztus 3. 21:00 (14:00) | Kay 10                                   | Lepattanó | Deck 10         | Saitama Super Arena, Szaitama Játékvezetők: Antonio Conde (ESP), Aleksandar Glišić (SRB), Mārtiņš Kozlovskis (LAT) |
| 2021. augusztus 3. 21:00 (14:00) | Ingles 7                                 | Gólpassz  | Campazzo 5      | Saitama Super Arena, Szaitama Játékvezetők: Antonio Conde (ESP), Aleksandar Glišić (SRB), Mārtiņš Kozlovskis (LAT) |

| Csapat          | Helyezés |
| --------------- | -------- |
| Argentína (ARG) | 7.       |

## Labdarúgás

### Férfi
| Argentin férfi labdarúgócsapat-játékoskeret | Argentin férfi labdarúgócsapat-játékoskeret |
| --- | --- |
| - Thiago Almada - Ezequiel Barco - Tomás Belmonte - Claudio Bravo - Santiago Colombatto - Hernán de la Fuente - Pedro de la Vega - Adolfo Gaich - Andrés Herrera - Jeremías Ledesma* | - Alexis Mac Allister - Facundo Medina (c2) - Leonel Mosevich - Francisco Ortega - Martín Payero - Nehuén Pérez (c) - Ezequiel Ponce - Carlos Valenzuela - Fausto Vera - Agustín Urzi |

* - túlkoros játékos

#### Eredmények
Csoportkör
C csoport
| Hely. | Csapat              | M | Gy | D | V | G+ | G– | Gk | P | Továbbjutás |
| ----- | ------------------- | - | -- | - | - | -- | -- | -- | - | ----------- |
| 1.    | Spanyolország (ESP) | 3 | 1  | 2 | 0 | 2  | 1  | +1 | 5 | Negyeddöntő |
| 2.    | Egyiptom (EGY)      | 3 | 1  | 1 | 1 | 2  | 1  | +1 | 4 | Negyeddöntő |
| 3.    | Argentína (ARG)     | 3 | 1  | 1 | 1 | 2  | 3  | −1 | 4 |             |
| 4.    | Ausztrália (AUS)    | 3 | 1  | 0 | 2 | 2  | 3  | −1 | 3 |             |

| 2021. július 22. 19:30 (12:30) |

| Argentína (ARG) | 0–2               | Ausztrália (AUS)    |
| --------------- | ----------------- | ------------------- |
|                 | (0–1) Jegyzőkönyv | Wales 14' Tilio 80' |

| Szapporo Dómu, Szapporo Játékvezető: Srđan Jovanović (szerb) |

| 2021. július 25. 16:30 (9:30) |

| Egyiptom (EGY) | 0–1               | Argentína (ARG) |
| -------------- | ----------------- | --------------- |
|                | (0–0) Jegyzőkönyv | Medina 52'      |

| Szapporo Dómu, Szapporo Játékvezető: Georgi Kabakov (bolgár) |

| 2021. július 28. 20:00 (13:00) |

| Spanyolország (ESP) | 1–1               | Argentína (ARG) |
| ------------------- | ----------------- | --------------- |
| Merino 66'          | (0–0) Jegyzőkönyv | Belmonte 87'    |

| Saitama Stadium 2002, Szaitama Játékvezető: Ismail Elfath (amerikai) |

| Csapat          | Helyezés |
| --------------- | -------- |
| Argentína (ARG) | 10.      |

## Lovaglás
Díjugratás
| Versenyző                                      | Ló                          | Versenyszám | Selejtező | Selejtező | Selejtező | Döntő       | Döntő       | Döntő       | Döntő     | Döntő     | Döntő     | Végeredmény |
| Versenyző                                      | Ló                          | Versenyszám | Selejtező | Selejtező | Selejtező | Alapverseny | Alapverseny | Alapverseny | Szétugrás | Szétugrás | Szétugrás | Végeredmény |
| Versenyző                                      | Ló                          | Versenyszám | Bünt.     | Idő       | Hely.     | Bünt.       | Idő         | Hely.       | Bünt.     | Idő       | Hely.     | Helyezés    |
| ---------------------------------------------- | --------------------------- | ----------- | --------- | --------- | --------- | ----------- | ----------- | ----------- | --------- | --------- | --------- | ----------- |
| Martín Dopazo                                  | Quintino 9                  | Egyéni      | 10        | 93,39     | =52.      | kiesett     | kiesett     | kiesett     | kiesett   | kiesett   | kiesett   | 52.         |
| José Maria Larocca                             | Finn Lente                  | Egyéni      | 8         | 84,69     | =44.      | kiesett     | kiesett     | kiesett     | kiesett   | kiesett   | kiesett   | 44.         |
| Fabian Sejanes                                 | Emir                        | Egyéni      | 13        | 92,49     | =57.      | kiesett     | kiesett     | kiesett     | kiesett   | kiesett   | kiesett   | 57.         |
| Matías Albarracín Martín Dopazo Fabian Sejanes | Cannavaro 9 Quintino 9 Emir | Csapat      | 27        | 265,44    | 10.       | 49          | 263,07      | 7.          |           |           |           | 7.          |

## Ökölvívás
Férfi
| Versenyző       | Versenyszám | Selejtező                   | Nyolcaddöntő                | Negyeddöntő       | Elődöntő          | Döntő             | Helyezés |
| Versenyző       | Versenyszám | Ellenfél Eredmény           | Ellenfél Eredmény           | Ellenfél Eredmény | Ellenfél Eredmény | Ellenfél Eredmény | Helyezés |
| --------------- | ----------- | --------------------------- | --------------------------- | ----------------- | ----------------- | ----------------- | -------- |
| Ramón Quiroga   | Légsúly     | Gabriel Escobar (ESP) · 0–5 | kiesett                     | kiesett           | kiesett           | kiesett           | 17.      |
| Mirco Cuello    | Pehelysúly  | Hamsat Shadalov (GER) · 3–2 | Chatchai Butdee (THA) · 1–4 | kiesett           | kiesett           | kiesett           | 9.       |
| Brian Arregui   | Váltósúly   | Delante Johnson (USA) · 2–3 | kiesett                     | kiesett           | kiesett           | kiesett           | 17.      |
| Francisco Verón | Középsúly   | Adam Chartoi (SWE) · 5–0    | Euri Cedeño (DOM) · 2–3     | kiesett           | kiesett           | kiesett           | 9.       |

Női
| Versenyző      | Versenyszám | Selejtező         | Nyolcaddöntő            | Negyeddöntő       | Elődöntő          | Döntő             | Helyezés |
| Versenyző      | Versenyszám | Ellenfél Eredmény | Ellenfél Eredmény       | Ellenfél Eredmény | Ellenfél Eredmény | Ellenfél Eredmény | Helyezés |
| -------------- | ----------- | ----------------- | ----------------------- | ----------------- | ----------------- | ----------------- | -------- |
| Dayana Sánchez | Könnyűsúly  | erőnyerő          | Esra Yıldız (TUR) · 0–5 | kiesett           | kiesett           | kiesett           | 9.       |

## Öttusa
| Versenyző         | Versenyszám | Vívás (V) | Vívás (V) | Úszás   | Úszás | Úszás | Bónusz vívás (B) | Bónusz vívás (B) | Bónusz vívás (B) | Lovaglás | Lovaglás | Lovaglás | Lovaglás | Futás/Lövészet | Futás/Lövészet | Futás/Lövészet | Futás/Lövészet | Összesen    | Összesen |
| Versenyző         | Versenyszám | Eredmény  | Pont      | Idő     | Pont  | Hely. | Eredmény         | Pont             | V+B Hely.        | Idő      | Hibapont | Pont     | Hely.    | Lövőhiba       | Idő            | Pont           | Hely.          | Összes pont | Helyezés |
| ----------------- | ----------- | --------- | --------- | ------- | ----- | ----- | ---------------- | ---------------- | ---------------- | -------- | -------- | -------- | -------- | -------------- | -------------- | -------------- | -------------- | ----------- | -------- |
| Sergio Villamayor | Férfi       | 11–24     | 166       | 2:10,34 | 290   | 35.   | 0–1              | 0                | 33.              | 89,33    | 30       | 270      | 27.      | 14             | 11:42,61       | 598            | 27.            | 1324        | 30.      |

## Rögbi

### Férfi
| Argentin férfi rögbi-játékoskeret                                                                                         | Argentin férfi rögbi-játékoskeret                                                                |
| --- | ------------------------------------------------------------------------------------------------ |
| - Santiago Álvarez - Lautaro Bazán - Lucio Cinti - Felipe del Mestre - Rodrigo Etchart - Luciano González - Rodrigo Isgró | - Santiago Mare - Ignacio Mendy - Marcos Moneta - Matías Osadczuk - Gastón Revol - Germán Schulz |

#### Eredmények
Csoportkör
A csoport
| Csapat           | M | Gy | D | V | P+ | P–  | Pk   | P |
| ---------------- | - | -- | - | - | -- | --- | ---- | - |
| Új-Zéland (NZL)  | 3 | 3  | 0 | 0 | 99 | 31  | +68  | 9 |
| Argentína (ARG)  | 3 | 2  | 0 | 1 | 99 | 54  | +45  | 7 |
| Ausztrália (AUS) | 3 | 1  | 0 | 2 | 73 | 48  | +25  | 5 |
| Dél-Korea (KOR)  | 3 | 0  | 0 | 3 | 10 | 148 | –138 | 3 |

| 2021. július 26. 10:30 (3:30) |        | Ausztrália (AUS) | 19–29 | Argentína (ARG) |  | Ajinomoto Stadion, Tokió |
| 2021. július 26. 10:30 (3:30) | (0–24) |                  |       |                 |  | Ajinomoto Stadion, Tokió |

| 2021. július 26. 17:30 (10:30) |        | Új-Zéland (NZL) | 35–14 | Argentína (ARG) |  | Ajinomoto Stadion, Tokió |
| 2021. július 26. 17:30 (10:30) | (14–7) |                 |       |                 |  | Ajinomoto Stadion, Tokió |

| 2021. július 27. 10:00 (3:00) |        | Argentína (ARG) | 56–0 | Dél-Korea (KOR) |  | Ajinomoto Stadion, Tokió |
| 2021. július 27. 10:00 (3:00) | (28–0) |                 |      |                 |  | Ajinomoto Stadion, Tokió |

Negyeddöntő
| 2021. július 27. 18:30 (11:30) |        | Dél-afrikai Köztársaság (RSA) | 14–19 | Argentína (ARG) |  | Ajinomoto Stadion, Tokió |
| 2021. július 27. 18:30 (11:30) | (7–14) |                               |       |                 |  | Ajinomoto Stadion, Tokió |

Elődöntő
| 2021. július 28. 11:30 (4:30) |         | Argentína (ARG) | 14–26 | Fidzsi-szigetek (FIJ) |  | Ajinomoto Stadion, Tokió |
| 2021. július 28. 11:30 (4:30) | (14–12) |                 |       |                       |  | Ajinomoto Stadion, Tokió |

Bronzmérkőzés
| 2021. július 28. 17:30 (10:30) |        | Nagy-Britannia (GBR) | 12–17 | Argentína (ARG) |  | Ajinomoto Stadion, Tokió |
| 2021. július 28. 17:30 (10:30) | (5–12) |                      |       |                 |  | Ajinomoto Stadion, Tokió |

| Csapat          | Helyezés |
| --------------- | -------- |
| Argentína (ARG) |          |

## Röplabda

### Férfi
| Argentin férfi röplabdacsapat-játékoskeret                                                            | Argentin férfi röplabdacsapat-játékoskeret                                              |
| --- | --------------------------------------------------------------------------------------- |
| - Facundo Conte - Santiago Danani - Luciano De Cecco - Bruno Lima - Agustín Loser - Ezequiel Palacios | - Federico Pereyra - Cristian Poglajen - Martín Ramos - Matías Sánchez - Sebastián Solé |

#### Eredmények
Csoportkör
B csoport
| Hely. | Csapat                                       | M | Gy | V | Pont | Sz+ | Sz– | SzA   | P+  | P–  | PA    | Továbbjutás |
| ----- | -------------------------------------------- | - | -- | - | ---- | --- | --- | ----- | --- | --- | ----- | ----------- |
| 1.    | Az Orosz Olimpiai Bizottság versenyzői (ROC) | 5 | 4  | 1 | 12   | 13  | 5   | 2,600 | 427 | 397 | 1,076 | Negyeddöntő |
| 2.    | Brazília (BRA)                               | 5 | 4  | 1 | 10   | 12  | 8   | 1,500 | 476 | 450 | 1,058 | Negyeddöntő |
| 3.    | Argentína (ARG)                              | 5 | 3  | 2 | 8    | 12  | 10  | 1,200 | 476 | 464 | 1,026 | Negyeddöntő |
| 4.    | Franciaország (FRA)                          | 5 | 2  | 3 | 8    | 10  | 10  | 1,000 | 449 | 442 | 1,016 | Negyeddöntő |
| 5.    | Egyesült Államok (USA)                       | 5 | 2  | 3 | 6    | 8   | 10  | 0,800 | 432 | 412 | 1,049 |             |
| 6.    | Tunézia (TUN)                                | 5 | 0  | 5 | 1    | 3   | 15  | 0,200 | 339 | 434 | 0,781 |             |

| 2021. július 24. 14:20 (7:20) | Az Orosz Olimpiai Bizottság versenyzői (ROC) | 3–1 | Argentína (ARG) | Ariake Arena, Tokió Játékvezető: Denny Cespedes (DOM), Paulo Turci (BRA) |
| 2021. július 24. 14:20 (7:20) | (21–25, 25–23, 25–17, 25–21) Jegyzőkönyv     |     |                 | Ariake Arena, Tokió Játékvezető: Denny Cespedes (DOM), Paulo Turci (BRA) |

| 2021. július 26. 21:45 (14:45) | Brazília (BRA)                                  | 3–2 | Argentína (ARG) | Ariake Arena, Tokió Játékvezető: Shin Muranaka (JPN), Luis Macias (MEX) |
| 2021. július 26. 21:45 (14:45) | (19–25, 21–25, 25–16, 25–21, 16–14) Jegyzőkönyv |     |                 | Ariake Arena, Tokió Játékvezető: Shin Muranaka (JPN), Luis Macias (MEX) |

| 2021. július 28. 14:20 (7:20) | Argentína (ARG)                                 | 3–2 | Franciaország (FRA) | Ariake Arena, Tokió Játékvezető: Liu Jiang (CHN), Daniele Rapisarda (ITA) |
| 2021. július 28. 14:20 (7:20) | (23–25, 25–17, 25–20, 15–25, 15–13) Jegyzőkönyv |     |                     | Ariake Arena, Tokió Játékvezető: Liu Jiang (CHN), Daniele Rapisarda (ITA) |

| 2021. július 30. 16:25 (9:25) | Argentína (ARG)                                | 3–2 | Tunézia (TUN) | Ariake Arena, Tokió Játékvezető: Juraj Mokrý (SVK), Wojciech Maroszek (POL) |
| 2021. július 30. 16:25 (9:25) | (23–25, 23–25, 25–19, 25–18, 15–8) Jegyzőkönyv |     |               | Ariake Arena, Tokió Játékvezető: Juraj Mokrý (SVK), Wojciech Maroszek (POL) |

| 2021. augusztus 1. 21:45 (14:45) | Egyesült Államok (USA)                    | 0–3 | Argentína (ARG) | Ariake Arena, Tokió Játékvezető: Denny Cespedes (DOM), Vladimir Simonović (SRB) |
| 2021. augusztus 1. 21:45 (14:45) | (21–25, 23–25, 23–25) Results Jegyzőkönyv |     |                 | Ariake Arena, Tokió Játékvezető: Denny Cespedes (DOM), Vladimir Simonović (SRB) |

Negyeddöntő
| 2021. augusztus 3. 17:00 (10:00) | Olaszország (ITA)                               | 2–3 | Argentína (ARG) | Ariake Arena, Tokió Játékvezető: Vladimir Simonović (SRB), Wojciech Maroszek (POL) |
| 2021. augusztus 3. 17:00 (10:00) | (25–21, 23–25, 22–25, 25–14, 12–15) Jegyzőkönyv |     |                 | Ariake Arena, Tokió Játékvezető: Vladimir Simonović (SRB), Wojciech Maroszek (POL) |

Elődöntő
| 2021. augusztus 5. 21:00 (14:00) | Franciaország (FRA)               | 3–0 | Argentína (ARG) | Ariake Arena, Tokió Játékvezető: Shin Muranaka (JPN), Liu Jiang (CHN) |
| 2021. augusztus 5. 21:00 (14:00) | (25–22, 25–19, 25–22) Jegyzőkönyv |     |                 | Ariake Arena, Tokió Játékvezető: Shin Muranaka (JPN), Liu Jiang (CHN) |

Bronzmérkőzés
| 2021. augusztus 7. 13:30 (6:30) | Argentína (ARG)                                 | 3–2 | Brazília (BRA) | Ariake Arena, Tokió Játékvezető: Wojciech Maroszek (POL), Fabrice Collados (FRA) |
| 2021. augusztus 7. 13:30 (6:30) | (25–23, 20–25, 20–25, 25–17, 15–13) Jegyzőkönyv |     |                | Ariake Arena, Tokió Játékvezető: Wojciech Maroszek (POL), Fabrice Collados (FRA) |

| Csapat          | Helyezés |
| --------------- | -------- |
| Argentína (ARG) |          |

### Női
| Argentin női röplabdacsapat-játékoskeret                                                                         | Argentin női röplabdacsapat-játékoskeret                                                              |
| --- | --- |
| - Daniela Bulaich - Bianca Farriol - Antonela Fortuna - Sabrina Germanier - Candelaria Herrera - Julieta Lazcano | - Victoria Mayer - Erika Mercado - Yamila Nizetich - Eugenia Nosach - Tatiana Rizzo - Elina Rodríguez |

#### Eredmények
Csoportkör
B csoport
| Hely. | Csapat                                       | M | Gy | V | Pont | Sz+ | Sz– | SzA   | P+  | P–  | PA    | Továbbjutás |
| ----- | -------------------------------------------- | - | -- | - | ---- | --- | --- | ----- | --- | --- | ----- | ----------- |
| 1.    | Egyesült Államok (USA)                       | 5 | 4  | 1 | 10   | 12  | 7   | 1,714 | 418 | 401 | 1,042 | Negyeddöntő |
| 2.    | Olaszország (ITA)                            | 5 | 3  | 2 | 10   | 11  | 7   | 1,571 | 409 | 377 | 1,085 | Negyeddöntő |
| 3.    | Törökország (TUR)                            | 5 | 3  | 2 | 9    | 12  | 8   | 1,500 | 434 | 416 | 1,043 | Negyeddöntő |
| 4.    | Az Orosz Olimpiai Bizottság versenyzői (ROC) | 5 | 3  | 2 | 9    | 11  | 8   | 1,375 | 422 | 378 | 1,116 | Negyeddöntő |
| 5.    | Kína (CHN)                                   | 5 | 2  | 3 | 7    | 8   | 9   | 0,889 | 374 | 385 | 0,971 |             |
| 6.    | Argentína (ARG)                              | 5 | 0  | 5 | 0    | 0   | 15  | 0,000 | 275 | 375 | 0,733 |             |

| 2021. július 25. 11:05 (4:05) | Egyesült Államok (USA)            | 3–0 | Argentína (ARG) | Ariake Arena, Tokió Nézőszám: 0 Játékvezető: Sumie Myoi (JPN), Daniele Rapisarda (ITA) |
| 2021. július 25. 11:05 (4:05) | (25–20, 25–19, 25–20) Jegyzőkönyv |     |                 | Ariake Arena, Tokió Nézőszám: 0 Játékvezető: Sumie Myoi (JPN), Daniele Rapisarda (ITA) |

| 2021. július 27. 9:00 (2:00) | Az Orosz Olimpiai Bizottság versenyzői (ROC) | 3–0 | Argentína (ARG) | Ariake Arena, Tokió Játékvezető: Kang Joo-hee (KOR), Hamid Al-Rousi (UAE) |
| 2021. július 27. 9:00 (2:00) | (25–19, 25–15, 25–13) Jegyzőkönyv            |     |                 | Ariake Arena, Tokió Játékvezető: Kang Joo-hee (KOR), Hamid Al-Rousi (UAE) |

| 2021. július 29. 9:00 (2:00) | Olaszország (ITA)                 | 3–0 | Argentína (ARG) | Ariake Arena, Tokió Játékvezető: Susana Rodríguez (ESP), Liu Jiang (CHN) |
| 2021. július 29. 9:00 (2:00) | (25–21, 25–16, 25–15) Jegyzőkönyv |     |                 | Ariake Arena, Tokió Játékvezető: Susana Rodríguez (ESP), Liu Jiang (CHN) |

| 2021. július 31. 14:20 (7:20) | Argentína (ARG)                   | 0–3 | Törökország (TUR) | Ariake Arena, Tokió Játékvezető: Sumie Myoi (JPN), Hamid Al-Rousi (UAE) |
| 2021. július 31. 14:20 (7:20) | (23–25, 20–25, 18–25) Jegyzőkönyv |     |                   | Ariake Arena, Tokió Játékvezető: Sumie Myoi (JPN), Hamid Al-Rousi (UAE) |

| 2021. augusztus 2. 16:25 (9:25) | Kína (CHN)                        | 3–0 | Argentína (ARG) | Ariake Arena, Tokió Játékvezető: Kang Joo-hee (KOR), Denny Cespedes (DOM) |
| 2021. augusztus 2. 16:25 (9:25) | (25–15, 25–22, 25–19) Jegyzőkönyv |     |                 | Ariake Arena, Tokió Játékvezető: Kang Joo-hee (KOR), Denny Cespedes (DOM) |

| Csapat          | Helyezés |
| --------------- | -------- |
| Argentína (ARG) | 11.      |

### Strandröplabda

#### Férfi
| Versenyző                       | Csoportkör | Csoportkör | 16 közé jutásért  | Nyolcaddöntő      | Negyeddöntő       | Elődöntő          | Döntő             | Helyezés |
| Versenyző                       | Ellenfél Eredmény | Hely.      | Ellenfél Eredmény | Ellenfél Eredmény | Ellenfél Eredmény | Ellenfél Eredmény | Ellenfél Eredmény | Helyezés |
| ------------------------------- | --- | ---------- | ----------------- | ----------------- | ----------------- | ----------------- | ----------------- | -------- |
| Julián Azaad Nicolás Capogrosso | D csoport · Brazília (BRA) · Alison Cerutti · Álvaro Morais Filho · 16–21, 17–21 · Hollandia (NED) · Alexander Brouwer · Robert Meeuwsen · 14–21, 14–21 · Egyesült Államok (USA) · Phil Dalhausser · Nick Lucena · 19–21, 21–18, 6–15 | 4.         | kiesett           | kiesett           | kiesett           | kiesett           | kiesett           | 19.      |

#### Női
| Versenyző                   | Csoportkör | Csoportkör | 16 közé jutásért  | Nyolcaddöntő      | Negyeddöntő       | Elődöntő          | Döntő             | Helyezés |
| Versenyző                   | Ellenfél Eredmény | Hely.      | Ellenfél Eredmény | Ellenfél Eredmény | Ellenfél Eredmény | Ellenfél Eredmény | Ellenfél Eredmény | Helyezés |
| --------------------------- | --- | ---------- | ----------------- | ----------------- | ----------------- | ----------------- | ----------------- | -------- |
| Ana Gallay Fernanda Pereyra | C csoport · Brazília (BRA) · Ágatha Bednarczuk · Eduarda Santos Lisboa · 19–21, 11–21 · Kanada (CAN) · Heather Bansley · Brandie Wilkerson · 20–22, 12–21 · Kína (CHN) · Wang Fan · Xia Xinyi · 14–21, 13–21 | 4.         | kiesett           | kiesett           | kiesett           | kiesett           | kiesett           | 19.      |

## Sportlövészet
Férfi
| Versenyző        | Versenyszám           | Selejtező | Selejtező | Döntő   | Döntő    |
| Versenyző        | Versenyszám           | Pont      | Helyezés  | Pont    | Helyezés |
| ---------------- | --------------------- | --------- | --------- | ------- | -------- |
| Alexis Eberhardt | Légpuska              | 622,6     | 33.       | kiesett | kiesett  |
| Alexis Eberhardt | Sportpuska, összetett | 1152      | 34.       | kiesett | kiesett  |
| Federico Gil     | Skeet                 | 120       | 17.       | kiesett | kiesett  |

Női
| Versenyző      | Versenyszám | Selejtező | Selejtező | Döntő   | Döntő    |
| Versenyző      | Versenyszám | Pont      | Helyezés  | Pont    | Helyezés |
| -------------- | ----------- | --------- | --------- | ------- | -------- |
| Fernanda Russo | Légpuska    | 618,9     | 40.       | kiesett | kiesett  |
| Melisa Gil     | Skeet       | 115       | 18.       | kiesett | kiesett  |

Vegyes
| Versenyző                       | Versenyszám | Selejtező | Selejtező | Elődöntő | Elődöntő | Döntő   | Döntő    |
| Versenyző                       | Versenyszám | Pont      | Helyezés  | Pont     | Helyezés | Pont    | Helyezés |
| ------------------------------- | ----------- | --------- | --------- | -------- | -------- | ------- | -------- |
| Alexis Eberhardt Fernanda Russo | Légpuska    | 618,2     | 27.       | kiesett  | kiesett  | kiesett | kiesett  |

## Taekwondo
Férfi
| Versenyző    | Versenyszám | Nyolcaddöntő               | Negyeddöntő                 | Elődöntő                       | Vigaszág első kör | Vigaszág elődöntő | Bronz- mérkőzés                | Döntő             | Helyezés |
| Versenyző    | Versenyszám | Ellenfél Eredmény          | Ellenfél Eredmény           | Ellenfél Eredmény              | Ellenfél Eredmény | Ellenfél Eredmény | Ellenfél Eredmény              | Ellenfél Eredmény | Helyezés |
| ------------ | ----------- | -------------------------- | --------------------------- | ------------------------------ | ----------------- | ----------------- | ------------------------------ | ----------------- | -------- |
| Lucas Guzmán | Légsúly     | Jack Woolley (IRL) · 22–19 | Armin Hadipour (IRI) · 26–6 | Vito Dell'Aquila (ITA) · 10–29 |                   |                   | Mihail Artamonov (ROC) · 10–15 |                   | 5.       |

## Tenisz
Férfi
| Versenyző                        | Versenyszám | 64-es főtábla                          | 32-es főtábla                                                                 | Nyolcaddöntő                         | Negyeddöntő       | Elődöntő          | Bronz- mérkőzés   | Döntő             | Helyezés |
| Versenyző                        | Versenyszám | Ellenfél Eredmény                      | Ellenfél Eredmény                                                             | Ellenfél Eredmény                    | Ellenfél Eredmény | Ellenfél Eredmény | Ellenfél Eredmény | Ellenfél Eredmény | Helyezés |
| -------------------------------- | ----------- | -------------------------------------- | ----------------------------------------------------------------------------- | ------------------------------------ | ----------------- | ----------------- | ----------------- | ----------------- | -------- |
| Facundo Bagnis                   | Egyes       | Dominik Koepfer (GER) · 3-6, 6-3, 5-7  | kiesett                                                                       | kiesett                              | kiesett           | kiesett           | kiesett           | kiesett           | 33.      |
| Francisco Cerúndolo              | Egyes       | Liam Broady (GBR) · 5-7, 7-6(7–4), 2-6 | kiesett                                                                       | kiesett                              | kiesett           | kiesett           | kiesett           | kiesett           | 33.      |
| Federico Coria                   | Egyes       | Mihail Kukuskin (KAZ) · 6-7(4–7), 5-7  | kiesett                                                                       | kiesett                              | kiesett           | kiesett           | kiesett           | kiesett           | 33.      |
| Diego Schwartzman                | Egyes       | Juan Pablo Varillas (PER) · 7-5, 6-4   | Tomáš Macháč (CZE) · 6-4, 7-5                                                 | Karen Hacsanov (ROC) · 1-6, 6-2, 1-6 | kiesett           | kiesett           | kiesett           | kiesett           | 9.       |
| Facundo Bagnis Diego Schwartzman | Páros       |                                        | Németország (GER) · Kevin Krawietz · Tim Pütz · 2-6, 1-6                      | kiesett                              | kiesett           | kiesett           | kiesett           | kiesett           | 17.      |
| Andrés Molteni Horacio Zeballos  | Páros       |                                        | Nagy-Britannia (GBR) · Jamie Murray · Neal Skupski · 7-6(7–3), 4-6, [11]–[13] | kiesett                              | kiesett           | kiesett           | kiesett           | kiesett           | 17.      |

Női
| Versenyző       | Versenyszám | 64-es főtábla                                   | 32-es főtábla                              | Nyolcaddöntő                  | Negyeddöntő       | Elődöntő          | Bronz- mérkőzés   | Döntő             | Helyezés |
| Versenyző       | Versenyszám | Ellenfél Eredmény                               | Ellenfél Eredmény                          | Ellenfél Eredmény             | Ellenfél Eredmény | Ellenfél Eredmény | Ellenfél Eredmény | Ellenfél Eredmény | Helyezés |
| --------------- | ----------- | ----------------------------------------------- | ------------------------------------------ | ----------------------------- | ----------------- | ----------------- | ----------------- | ----------------- | -------- |
| Nadia Podoroska | Egyes       | Julija Putyinceva (KAZ) · 7-6(7–4), 3-1 feladta | Jekatyerina Alekszandrova (ROC) · 6-1, 6-3 | Paula Badosa (ESP) · 2-6, 3-6 | kiesett           | kiesett           | kiesett           | kiesett           | 9.       |

Vegyes
| Versenyző                        | Versenyszám | Nyolcaddöntő                                                   | Negyeddöntő       | Elődöntő          | Bronz- mérkőzés   | Döntő             | Helyezés |
| Versenyző                        | Versenyszám | Ellenfél Eredmény                                              | Ellenfél Eredmény | Ellenfél Eredmény | Ellenfél Eredmény | Ellenfél Eredmény | Helyezés |
| -------------------------------- | ----------- | -------------------------------------------------------------- | ----------------- | ----------------- | ----------------- | ----------------- | -------- |
| Nadia Podoroska Horacio Zeballos | Páros       | Ausztrália (AUS) · Ashleigh Barty · John Peers · 1-6, 6-7(3–7) | kiesett           | kiesett           | kiesett           | kiesett           | 9.       |

## Torna
Női
| Versenyző          | Versenyszám      | Selejtező | Selejtező | Döntő    | Döntő    |
| Versenyző          | Versenyszám      | Pontszám  | Helyezés  | Pontszám | Helyezés |
| ------------------ | ---------------- | --------- | --------- | -------- | -------- |
| Abigail Magistrati | Talaj            | 12,133    | 67.       | kiesett  | kiesett  |
| Abigail Magistrati | Felemás korlát   | 11,533    | 79.       | kiesett  | kiesett  |
| Abigail Magistrati | Gerenda          | 11,233    | 81.       | kiesett  | kiesett  |
| Abigail Magistrati | Egyéni összetett | 48,265    | 69.       | kiesett  | kiesett  |

## Triatlon
Egyéni
| Versenyző       | Versenyszám | 1,5 km úszás | Depózás 1 | 40 km kerékpározás | Depózás 2 | 10 km futás | Összesítés | Összesítés |
| Versenyző       | Versenyszám | Idő          | Idő       | Idő                | Idő       | Idő         | Idő        | Helyezés   |
| --------------- | ----------- | ------------ | --------- | ------------------ | --------- | ----------- | ---------- | ---------- |
| Romina Biagioli | Női         | 20:09        | 0:45      | 1:06:06            | 0:36      | 40:06       | 2:07:42    | 33.        |

## Úszás
Férfi
| Versenyző       | Versenyszám    | Előfutam | Előfutam | Előfutam | Elődöntő | Elődöntő | Elődöntő | Döntő   | Döntő    |
| Versenyző       | Versenyszám    | Idő      | Hely.    | Össz.    | Idő      | Hely.    | Össz.    | Idő     | Helyezés |
| --------------- | -------------- | -------- | -------- | -------- | -------- | -------- | -------- | ------- | -------- |
| Santiago Grassi | 50 m gyors     | 22,67    | 6.       | 38.      | kiesett  | kiesett  | kiesett  | kiesett | kiesett  |
| Santiago Grassi | 100 m pillangó | 52,07    | 1.       | 24.*     | kiesett  | kiesett  | kiesett  | kiesett | kiesett  |

Női
| Versenyző           | Versenyszám      | Előfutam | Előfutam | Előfutam | Elődöntő | Elődöntő | Elődöntő | Döntő     | Döntő    |
| Versenyző           | Versenyszám      | Idő      | Hely.    | Össz.    | Idő      | Hely.    | Össz.    | Idő       | Helyezés |
| ------------------- | ---------------- | -------- | -------- | -------- | -------- | -------- | -------- | --------- | -------- |
| Delfina Pignatiello | 800 m gyors      | 8:44,85  | 8.       | 27.      |          |          |          | kiesett   | kiesett  |
| Delfina Pignatiello | 1500 m gyors     | 16:33,69 | 8.       | 29.      |          |          |          | kiesett   | kiesett  |
| Julia Sebastián     | 100 m mell       | 1:09,35  | 7.       | 31.      | kiesett  | kiesett  | kiesett  | kiesett   | kiesett  |
| Julia Sebastián     | 200 m mell       | 2:29,55  | 7.       | 29.      | kiesett  | kiesett  | kiesett  | kiesett   | kiesett  |
| Virginia Bardach    | 400 m vegyes     | 5:01,98  | 3.       | 17.      |          |          |          | kiesett   | kiesett  |
| Cecilia Biagioli    | 10 km nyílt vízi |          |          |          |          |          |          | 2:01:31,7 | 12.      |

* - egy másik versenyzővel azonos időt ért el

## Vitorlázás
Férfi
| Versenyző          | Versenyszám     | Futam | Futam | Futam | Futam | Futam | Futam | Futam | Futam | Futam | Futam | Futam | Futam | Futam   | Pontszám | Helyezés |
| Versenyző          | Versenyszám     | 1     | 2     | 3     | 4     | 5     | 6     | 7     | 8     | 9     | 10    | 11    | 12    | É       | Pontszám | Helyezés |
| ------------------ | --------------- | ----- | ----- | ----- | ----- | ----- | ----- | ----- | ----- | ----- | ----- | ----- | ----- | ------- | -------- | -------- |
| Francisco Saubidet | Szörfvitorlázás | 16    | 14    | 19    | 21    | (26)  | 17    | 14    | 26    | 22    | 20    | 22    | 21    | kiesett | 212      | 21.      |
| Facundo Olezza     | Finn dingi      | 5     | 4     | 8     | 5     | 3     | 6     | (16)  | 15    | 3     | 3     |       |       | 16      | 68       | 6.       |
| Francisco Guaragna | Laser           | 13    | 32    | 22    | 12    | 24    | 26    | (36)  | 16    | 17    | 11    |       |       | kiesett | 173      | 24.      |

Női
| Versenyző                          | Versenyszám     | Futam | Futam | Futam | Futam | Futam | Futam | Futam | Futam | Futam | Futam | Futam | Futam | Futam   | Pontszám | Helyezés |
| Versenyző                          | Versenyszám     | 1     | 2     | 3     | 4     | 5     | 6     | 7     | 8     | 9     | 10    | 11    | 12    | É       | Pontszám | Helyezés |
| ---------------------------------- | --------------- | ----- | ----- | ----- | ----- | ----- | ----- | ----- | ----- | ----- | ----- | ----- | ----- | ------- | -------- | -------- |
| María Tejerina                     | Szörfvitorlázás | 20    | 18    | 21    | 18    | 15    | 21    | 18    | 21    | 16    | (24)  | 17    | 22    | kiesett | 207      | 20.      |
| Lucia Falasca                      | Laser radial    | 37    | 38    | 27    | 21    | 18    | 14    | 20    | 15    | (40)  | 30    |       |       | kiesett | 220      | 31.      |
| Lourdes Hartkopf Belén Tavella     | 470-es osztály  | (22)  | 22    | 13    | 19    | 16    | 17    | 16    | 19    | 22    | 16    |       |       | kiesett | 160      | 20.      |
| María Sol Branz Victoria Travascio | 49erFX osztály  | 6     | 9     | 13    | (18)  | 17    | 8     | 6     | 1     | 8     | 1     | 7     | 12    | 2       | 90       | 5.       |

Vegyes
| Versenyző                              | Versenyszám | Futam | Futam | Futam | Futam | Futam | Futam | Futam | Futam | Futam | Futam | Futam | Futam | Futam | Pontszám | Helyezés |
| Versenyző                              | Versenyszám | 1     | 2     | 3     | 4     | 5     | 6     | 7     | 8     | 9     | 10    | 11    | 12    | É     | Pontszám | Helyezés |
| -------------------------------------- | ----------- | ----- | ----- | ----- | ----- | ----- | ----- | ----- | ----- | ----- | ----- | ----- | ----- | ----- | -------- | -------- |
| Cecilia Carranza Saroli Santiago Lange | Nacra 17    | 6     | 2     | 5     | 8     | 4     | 6     | 6     | (14)  | 10    | 8     | 11    | 9     | 2     | 77       | 7.       |

## Vívás
Női
| Versenyző     | Versenyszám  | Selejtező         | 32-es főtábla             | Nyolcaddöntő      | Negyeddöntő       | Elődöntő          | Bronz- mérkőzés   | Döntő             | Helyezés |
| Versenyző     | Versenyszám  | Ellenfél Eredmény | Ellenfél Eredmény         | Ellenfél Eredmény | Ellenfél Eredmény | Ellenfél Eredmény | Ellenfél Eredmény | Ellenfél Eredmény | Helyezés |
| ------------- | ------------ | ----------------- | ------------------------- | ----------------- | ----------------- | ----------------- | ----------------- | ----------------- | -------- |
| Pérez Maurice | Kard, egyéni | erőnyerő          | Márton Anna (HUN) · 12–15 | kiesett           | kiesett           | kiesett           | kiesett           | kiesett           | 30.      |